# Īrakleio (metropolitana di Atene)
Īrakleio (in greco: Σταθμός Ηρακλείου) è una stazione della linea 1 della metropolitana di Atene.

## Storia
La stazione venne attivata il 4 marzo 1957 come capolinea provvisorio della nuova tratta da Nea Ionia; rimase capolinea fino al successivo 10 agosto, data in cui la linea raggiunse il capolinea definitivo di Kifissia.